# Дајмонд Бич (Њу Џерзи)
Дајмонд Бич (енгл. Diamond Beach) насељено је место без административног статуса у америчкој савезној држави Њу Џерзи.

## Демографија
По попису из 2010. године број становника је 136, што је 82 (-37,6%) становника мање него 2000. године.
| Група             | 2000.       | 2010.        |
| Белци             | 207 (95,0%) | 136 (100,0%) |
| Афроамериканци    | 5 (2,3%)    | 0 (0,0%)     |
| Азијати           | 2 (0,9%)    | 0 (0,0%)     |
| Хиспаноамериканци | 3 (1,4%)    | 0 (0,0%)     |
| Укупно            | 218         | 136          |